# Schoenocaulon obtusum
Schoenocaulon obtusum är en nysrotsväxtart som beskrevs av Brinker. Schoenocaulon obtusum ingår i släktet Schoenocaulon och familjen nysrotsväxter. Inga underarter finns listade.